# Четырёхугольная башня в Рамане
Четырёхугольная башня в Рамане (азерб. Ramana qalası) — расположена в посёлке Рамана города Баку.
Замок был построен в XIV веке по приказу Ширваншахов. Некоторые исследователи относят постройку замка к XII веку.
Стороны внутреннего двора замка имеют размеры 28х10 метров. Внешние стены замка укреплены полукруглыми глухими башнями, расположенными по углам и вдоль стены. Над входом в форт Рамана расположен оборонительный квадрат. В отличие от трехъярусной формы, типичной для круглых донжонов, донжон квадратной формы замка Рамана разделен на четыре яруса.

## История
Возведена предположительно в XIV веке с целью защиты по приказу одного из правителей Ширваншахов. Отличительной чертой башни при постройке являлось то, что она была предназначена для временного убежища, а не длительного проживания.

## Архитектура
Высота четырёхугольной башни, расположенной в центре — 15 метров.
Территория, на которой расположен замок, двор и стены, имеет форму удлиненного многоугольника.
Башня — четырёхэтажная. Башня построена из белого камня. В левой части сооружения расположены две лестницы. Между этажами можно передвигаться только по приставной лестнице, а на увенчанные зубчатым парапетом стены ведут каменные ступени. Вход во двор расположен в западной части сооружения. А вход в башню находится со стороны узкого разрыва между башней и крепостной стеной.
По плану сооружению и архитектуре башня в Рамане очень схожа с другими аналогичными башнями в Апшероне.
Историки отмечают, что в древние времена был подземный ход через башню в Рамане в Девичью башню и в посёлок Бакиханова.
Стороны внутреннего двора замка имеют размеры 28х10 метров.Внешние стены замка укреплены полукруглыми глухими башнями, расположенными по углам и вдоль стены. Расстояние между башнями не превышает 10-11 метров, что отличается от общепринятого расстояния при строительстве оборонительных сооружений до XIV века. Вероятно, намереваясь защитить арбалетным огнем прилегающие к внешним стенам замка территории, архитектор решил сократить расстояние между башнями.
Над входом в форт Рамана расположен оборонительный квадрат. По мнению Л. Мамиконова, эта входная дверь, решенная в виде арочной арки, была пристроена к замку позднее.
В отличие от трехъярусной формы, типичной для круглых донжонов, донжон квадратной формы замка Рамана разделен на четыре яруса. Размер жилой площади башни равен 83 м2. Из ярусов додзё только первый и последний имеют каменную крышу, решенную в виде сводчатого потолка. Потолки остальных уровней ровные, выполненные на основе деревянных балок.
Пристройка полукруглых башен с четырех сторон донжона, с одной стороны, повлияла на его архитектурные особенности и придала ему более солидный характер, что позволило увеличить высоту здания, а с другой стороны, создало условия для более эффективной организации обороны башенных стен.

## В культуре
Крепость использовалась при съёмках фильмов «Кёроглу», «Насими» и «Бабек». До начала съёмок фильма «Кёроглу» крепость находилась в полуразрушенном состоянии и была отреставрирована в 1956 году.

### Замок Рамана на съемках фильмов
Замок Рамана использовался при съемках фильмов «Кероглу», «Насими» и «Бабак». А в последний раз его реставрировали во время съемок одного из таких фильмов «Кероглу» в 1956 году. В то время в замке царил беспорядок. Историки отмечают, что когда-то здесь была подземная дорога от замка Рамана к замку Гыз и поселению Бакиханов.
За стенами замка, с правой стороны, большой кусок скалоподобного камня не привлекает на первый взгляд внимания, но это, так сказать, само по себе приятное событие: прямо рядом с этим камнем Бюльбюль исполнил арию Кероглу. Именно так жители села преподносят этот большой кусок камня каждому, кто посещает село и осматривает его исторические памятники.